# Glaciar Rennick
El glaciar Rennick es un gran glaciar en la Antártida, mide casi 320 km de largo lo que lo hace uno de los glaciares más grandes de la Antártida. Comienza en la meseta polar al oeste de la cordillera Mesa y mide de 32 a 45 km de ancho, valor que se reduce a unos 16 km cerca de la costa. Su nombre hace referencia a la bahía Rennick donde el glaciar descarga en el mar.

## Descubrimiento y relevamiento
EL sector próximo al mar del glaciar fue fotografiado en 1946-1947 por la Operación Highjump de la U.S. Navy. Las zonas superiores del glaciar Rennick fueron descubiertas y exploradas por el equipo de U.S. Victoria Land Traverse (VLT) en febrero de 1960, y el primer ascenso de la montaña Welcome lo realizaron John Weihaupt, Alfred Stuart, Claude Lorius y Arnold Heine del grupo del VLT. El 10 de febrero de 1960, el Teniente Comandante Robert L. Dale, piloto del Escuadrón VX-6 de la U.S. Navy (USN) evacuó al VLT de las coordenadas 7238S, 16132E, sobre este glaciar, y luego realizó un reconocimiento fotográfico aéreo hasta la bahía Rennick en la costa antes de regresar el grupo VLT a McMurdo.